# 澳洲政治和歷史期刊
《澳洲政治和歷史期刊》（Australian Journal of Politics and History）是一份1955年起發行的學術期刊。該期刊每年出版4次，內容為研究澳洲、亞太地區和當代歐洲的政治、歷史和國際關係。現時，期刊的主編是Ian Ward和Andrew Bonnell。

## 外部連結
- 官方网站